# Nanostictis
Nanostictis is een geslacht in de familie Stictidaceae. De typesoort is Nanostictis peltigerae.

## Soorten
Volgens Index Fungorum telt dit geslacht acht soorten (peildatum december 2023):
| Soortnaam                  | Auteur(s)      | Publicatiejaar |
| -------------------------- | -------------- | -------------- |
| Nanostictis caucasica      | Zhurb.         | 2017           |
| Nanostictis christiansenii | Etayo          | 1996           |
| Nanostictis confusa        | Etayo          | 2017           |
| Nanostictis heterodermiae  | Etayo & Sipman | 2017           |
| Nanostictis nephromatis    | Etayo          | 2008           |
| Nanostictis peltigerae     | M.S. Christ.   | 1954           |
| Nanostictis pluriseptata   | Etayo          | 2002           |
| Nanostictis stictae        | Etayo          | 2002           |